# 単国璽
単 国璽（ぜん こくじ、英: Paul Shan Kuo-Hsi、1923年12月2日 - 2012年8月22日）は、中華民国（台湾） のカトリック教会の聖職者で司教、枢機卿。台湾初の枢機卿である。花蓮、高雄の司教を歴任したほか、輔仁大学理事長に2度就任し、後に輔大の名誉理事長と名誉博士となった。

## 経歴
河南省濮陽県生まれ。本人によれば、12歳の頃に日射病により呼吸が10分間止まって「別の空間に入り、イエズス、マリア、天使および聖人がいる」という臨死体験をし、自分が有用な人物になることを願うようになったと語っている。 
当初は医師を志していたが、当地に派遣されたドイツ系ハンガリー人でイエズス会のガスパー・リシェロン（ハンガリー語：Gáspár Lischerong, S.J.；中国語：隆其化）神父の中国文化や教育を尊重する態度や、災害救助活動、日中戦争時に教会や学校に避難してきた人たちを守るために、日本の軍人が銃剣で脅しても退かずにその侵入を食い止めた勇気に影響を受けたという。日中戦争後に北平（今の北京）でイエズス会に入るが、その前に彼が18歳の頃に両親が彼のために婚約の取り決めをしたときは、修道生活を志していたために絶食して抗議し、両親は婚約を解消した。1955年にフィリピンのバギオで司祭に叙階された。
1979年11月に花蓮司教に任命され、翌1980年2月14日に司教叙階を受けて着座した。1991年6月には高雄司教に就き、なおかつカトリック台湾地区司教団主席を多く担当した。1998年に当時の教皇ヨハネ・パウロ2世に枢機卿に挙げられ、台湾では初の枢機卿になった。
67歳から三度書面で、そして一度は口頭で教皇に対して教区司教の辞職を願っていたが、教皇は彼に教会での奉仕の継続を望んだので、許可が得られなかった。教皇庁は、2006年1月5日にベネディクト16世が83歳の単枢機卿の引退を認可をしたことを公布した。同年4月、ベネディクト16世はカトリック香港教区司教の陳日君を枢機卿の位に挙げた。72歳の時に単枢機卿は前立腺炎を患い、さらに2006年8月には肺腺癌を患っていることが判明し、台湾各界の関心が寄せられた。
一年休養した後、2007年11月から単枢機卿は台湾7つの教区の「生命告別之旅─人生思維巡迴講座」を進めた。各界の人と対談する方式を通じて、社会大衆に対して単枢機卿自身の歩いてきた信仰の軌跡を語った。
2009年、世界平和と族群の調和に力を尽くし、ならびに自身の病と痛みを人の心を励ます力に転化したとして、第5回総統文化賞「平和賞」を受賞した。
また、リーダーシップを研究し、『献身と領導』を著してイエズス会に所属する光啓出版社から出版した。
2012年8月22日、肺腺癌のため永眠。88歳没。

## 思想
死刑に対して反対の立場を取った。2010年4月13日に台湾地区司教団が死刑反対の声明を発表したときにメディアの取材を受けて、死刑を廃止する重大な意義を強調した。 